# 羅便臣道
羅便臣道（英語：Robinson Road）是香港島半山區的一條主要道路，以香港第五任港督夏喬士·羅便臣爵士（Sir Hercules Robinson）命名。值得注意的是大部分羅便臣道(2-125號)屬於西半山，但是動植物公園上方的羅便臣道，包括羅便臣道1-1A號屬中半山。
羅便臣道東面連接馬己仙峽道及花園道，建有多條天橋連接馬己仙峽道、己連拿利及干德道。西面來回主線則與柏道連接，但和柏道連接處以南分支出來的一段西行單向小路仍屬羅便臣道範圍。這段羅便臣道向西伸延越過屋蘭士街和旭龢道交界的路口後以一段雙線來回掘頭路終結，而巴丙頓道則在羅便臣道西面盡頭前不遠處接入。羅便臣道在與衛城道交界亦設有交匯處及天橋。
羅便臣道路上建有高主教書院、英華女學校等多間著名學校，而聖若瑟書院、香港華仁書院和聖貞德中學也曾經以羅便臣道作為校址。
街道命名源自於第5任香港總督羅便臣爵士，而並非第11任香港總督威廉·羅便臣
羅便臣道有中環至半山自動扶梯系統連接中環蘇豪區和蘭桂坊。

## 歷史
羅便臣道本來是由花園道直達般咸道。1904年1月26日，當局將上列治文道（Upper Richmond Road）併入羅便臣道，成為今日柏道交界以西一段的羅便臣道，而多出來的羅便臣道改稱為柏道。

## 沿路著名地點

猶太教莉亞會堂

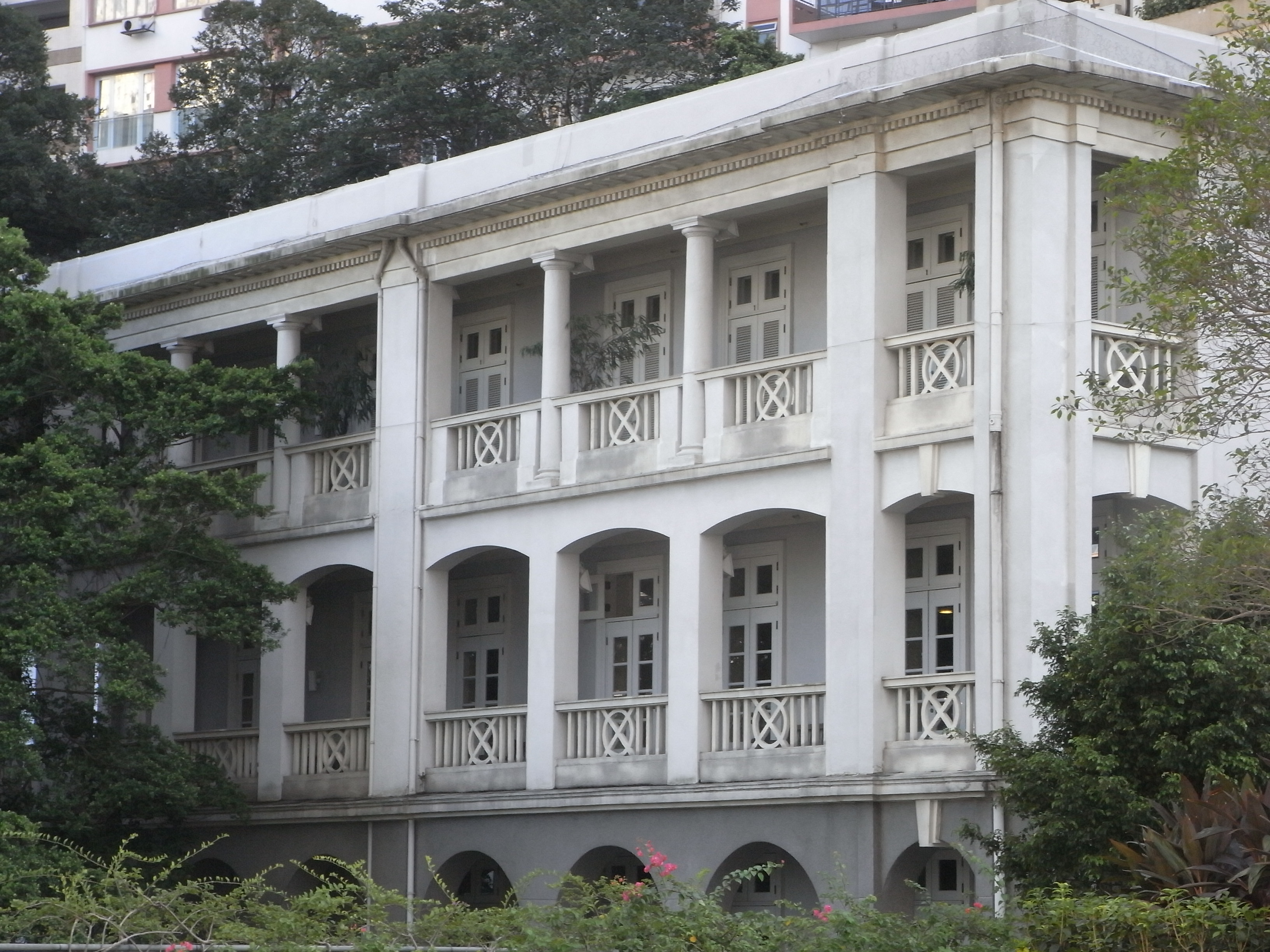
倫敦傳道會大樓

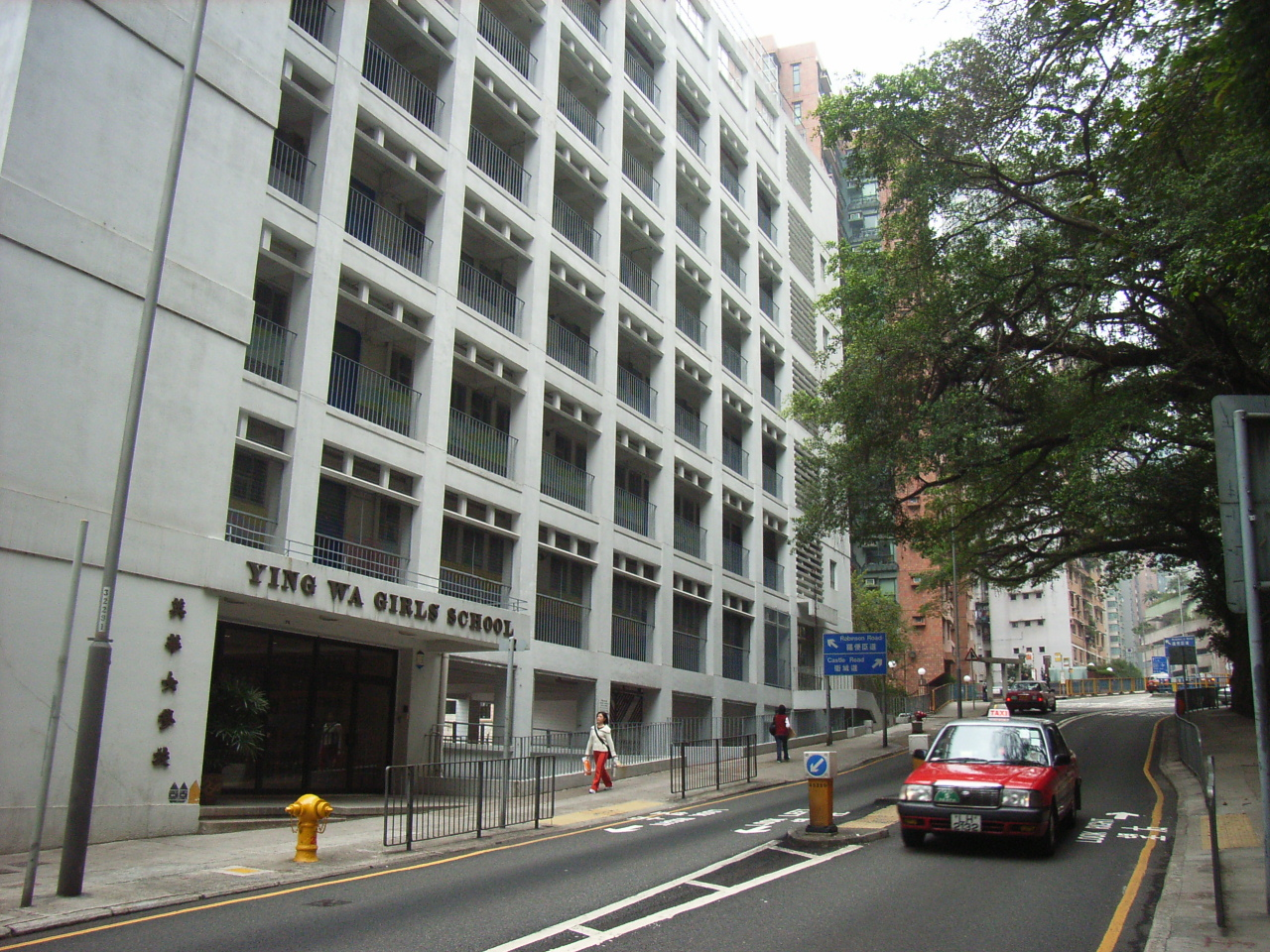
英華女學校羅便臣道76號舊校舍，2018年完成重建

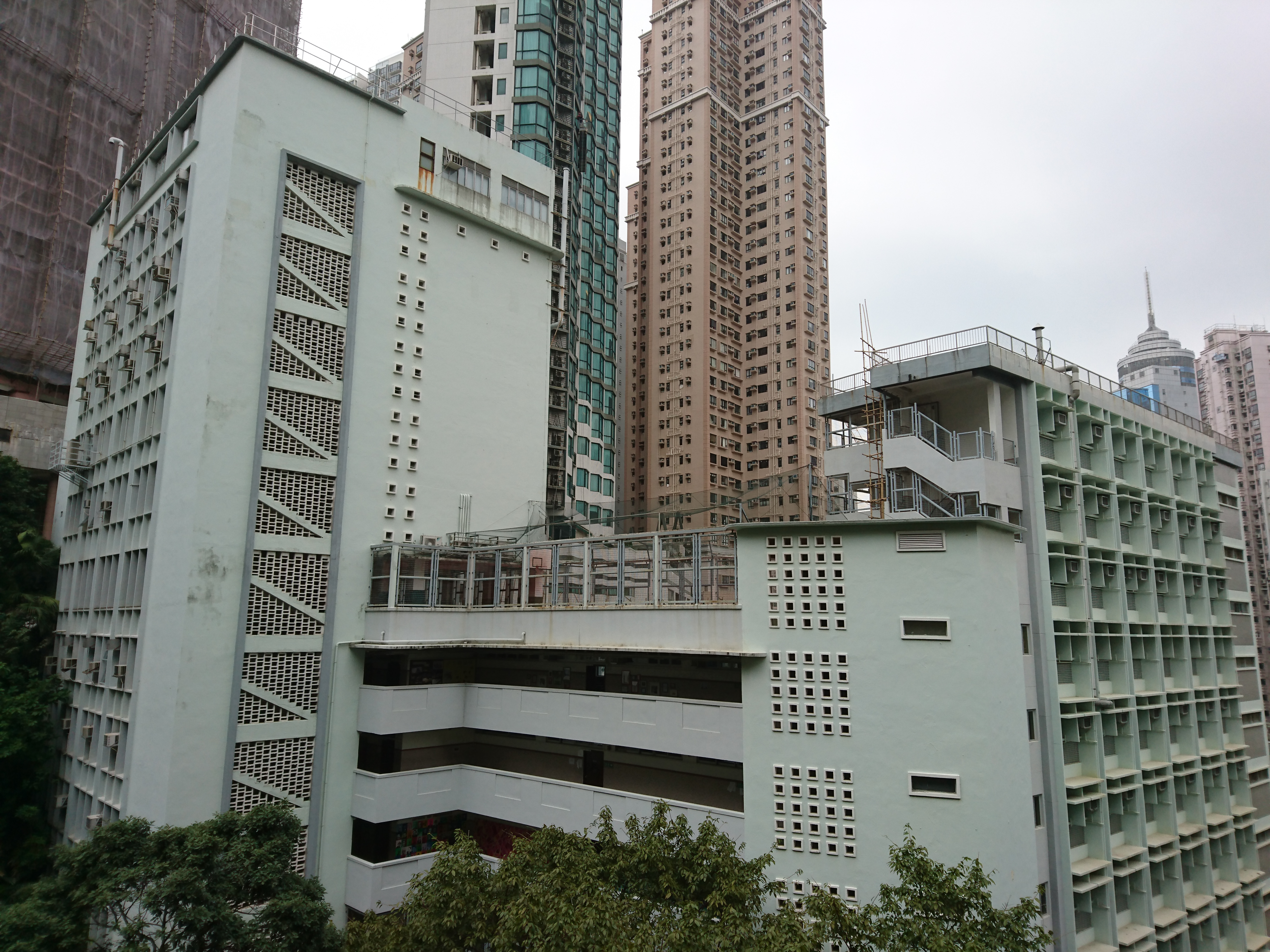
位於羅便臣道2號的高主教書院

- 猶太教莉亞堂
- 倫敦傳道會大樓
- 英華女學校
- 高主教書院
- 宏基國際賓館
- 石牆樹

## 住宅
中半山：
- 羅便臣道1號

西半山：
- 麗華大廈1座（Lily Court Tower 1）羅便臣道26-28A號（26-28A Robinson Road）
- 麗華大廈2座（Lily Court Tower 2）羅便臣道26-28A號（26-28A Robinson Road）
- 羅便臣道31號
- 羅便臣道80號
- 殷樺花園（羅便臣道95號）：藝人薛家燕居住於此
- 花園臺
- 羅便臣道花園大廈
- 樂信臺
- 嘉兆臺
- 豪景阁
- 帝滙豪庭
- 雅緻大廈
- 輝煌臺
- 愛富華庭
- 雍景臺
- 雅苑
- 崇樓
- 麗明苑
- 第一大廈
- 薈萃苑
- 帝匯豪庭
- 正大花園
- 德利大廈
- 慧豪閣
- 慧明苑
- 寶如玉大廈
- 輝鴻閣
- 羅便臣大廈
- 景雅花園
- 蔚巒閣
- 棕櫚閣
- 景翠園
- 瓊林閣
- The Richmond

## 恒基持有地段
- 羅便臣道27號D至F號
- 羅便臣道88號。地盤面積約10361方呎
- 羅便臣道90至92號
- 羅便臣道94至96號
- 羅便臣道99B及99C號
- 羅便臣道99及99A號
- 羅便臣道101號夏蕙苑
- 羅便臣道105號翡翠園，地段地盤面積約為2.75萬方呎，強拍底價25.05億元
- 羅便臣道94-100號，2022年11月獲屋宇署批建一幢樓高20層的分層住宅，提供60,783平方呎。

## 公共運輸

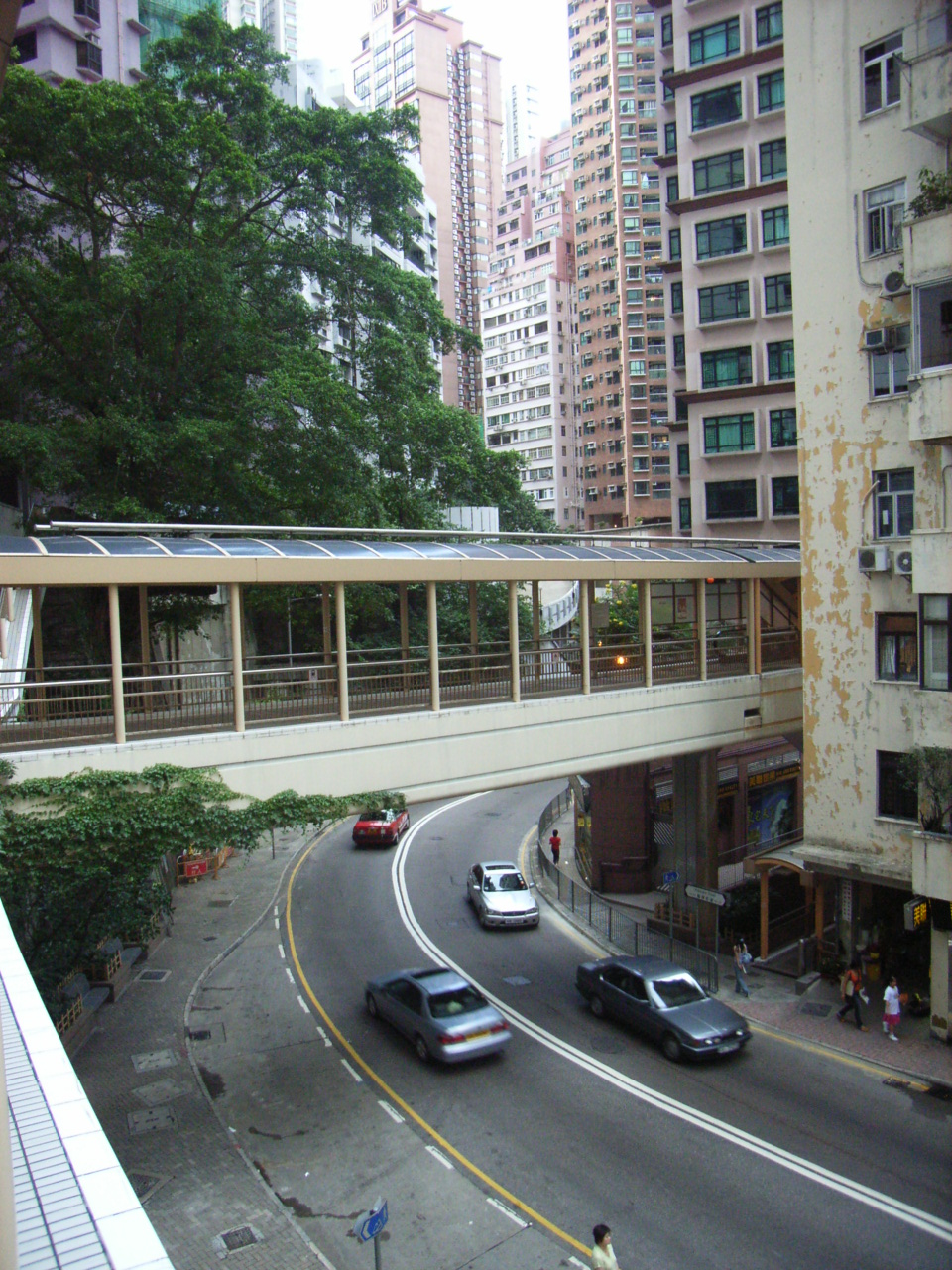
路經羅便臣道的中環至半山自動扶梯系統

## 交匯道路
- 馬己仙峽道
- 花園道
- 雅賓利道
- 舊山頂道
- 干德道
- 己連拿利
- 摩羅廟街
- 西摩道
- 柏道
- 屋蘭士街
- 旭龢道
- 巴丙頓道

## 商店及學校

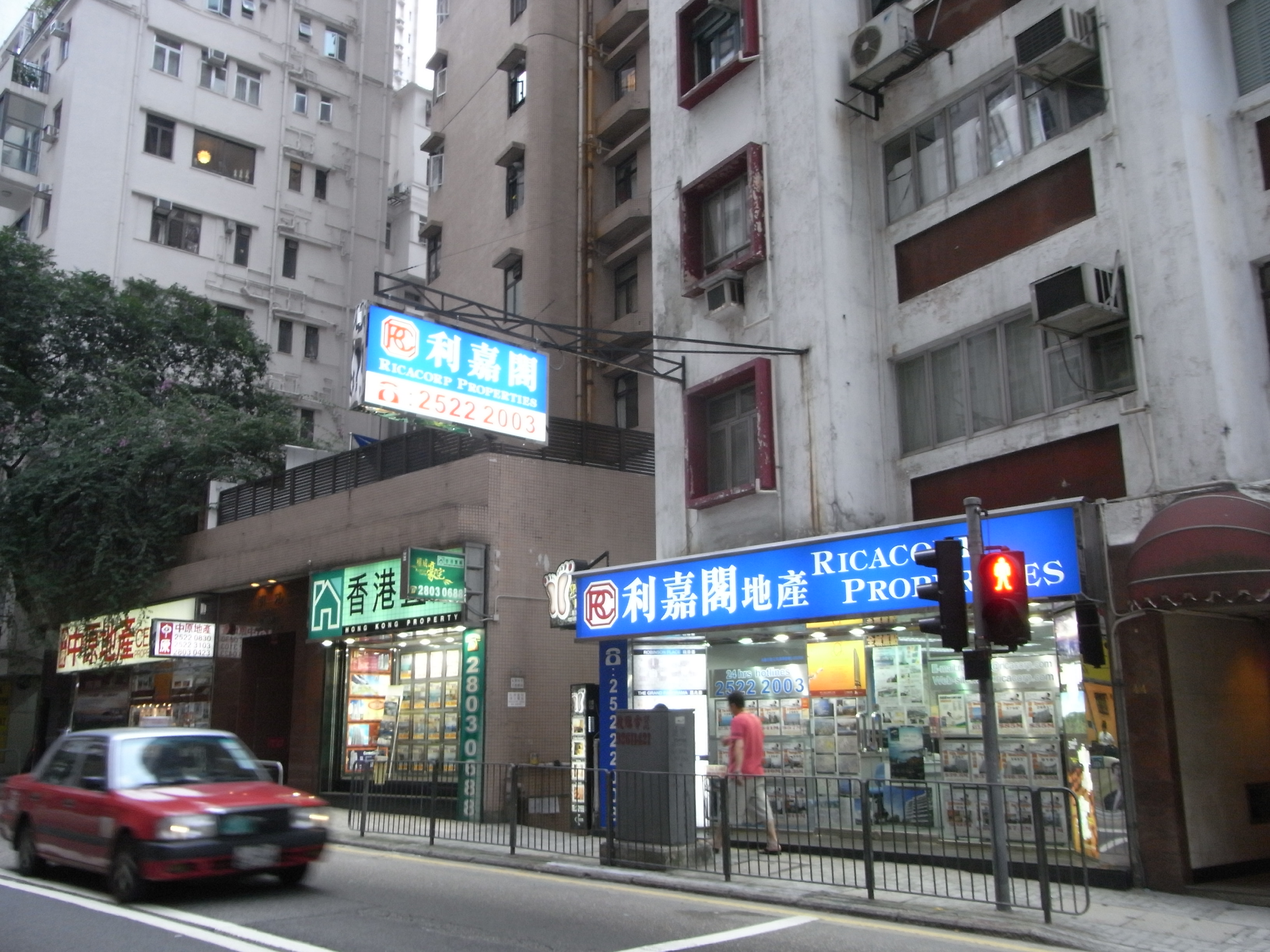
近48號明苑
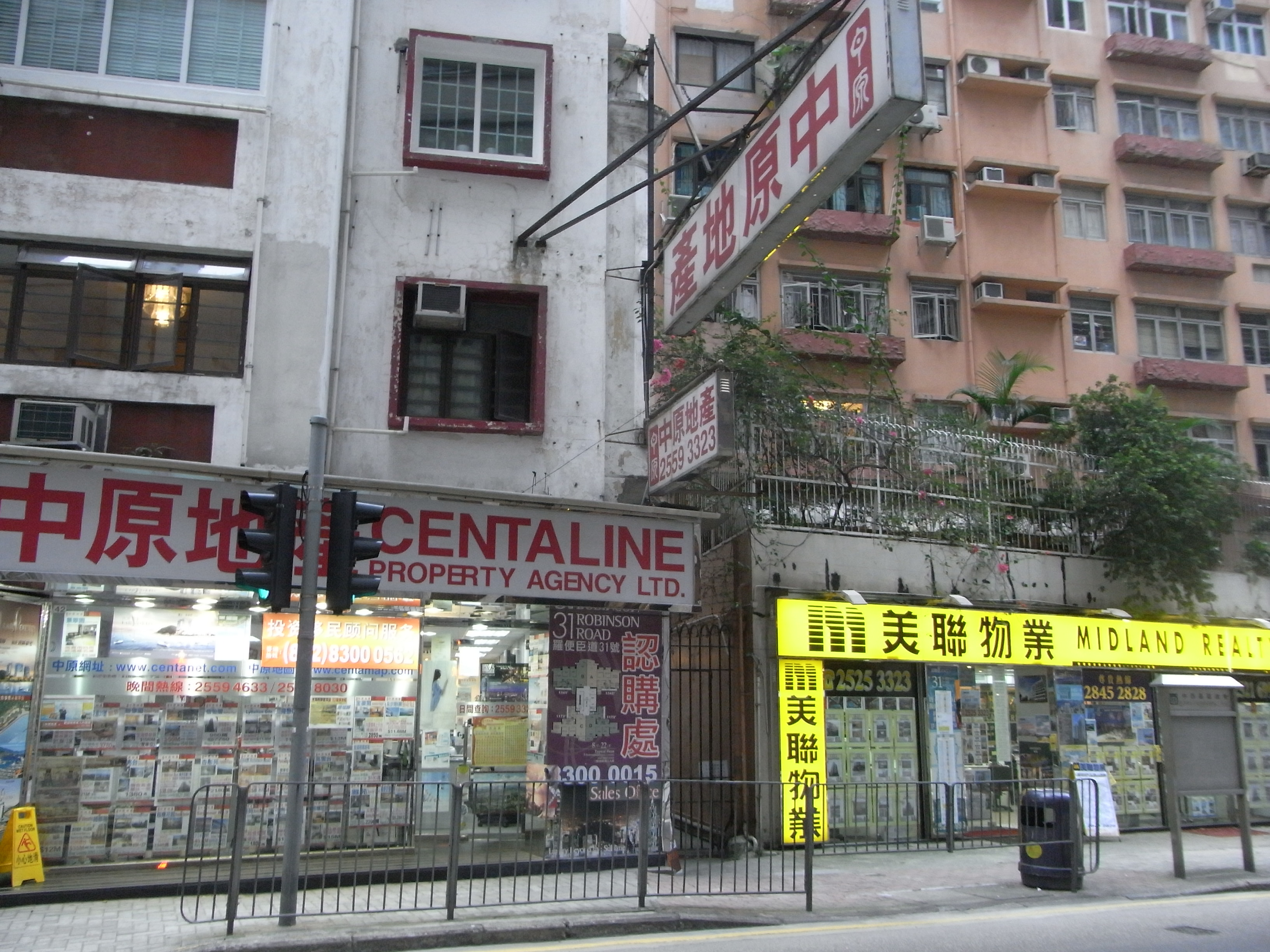
近40號雅緻大廈

## 事故

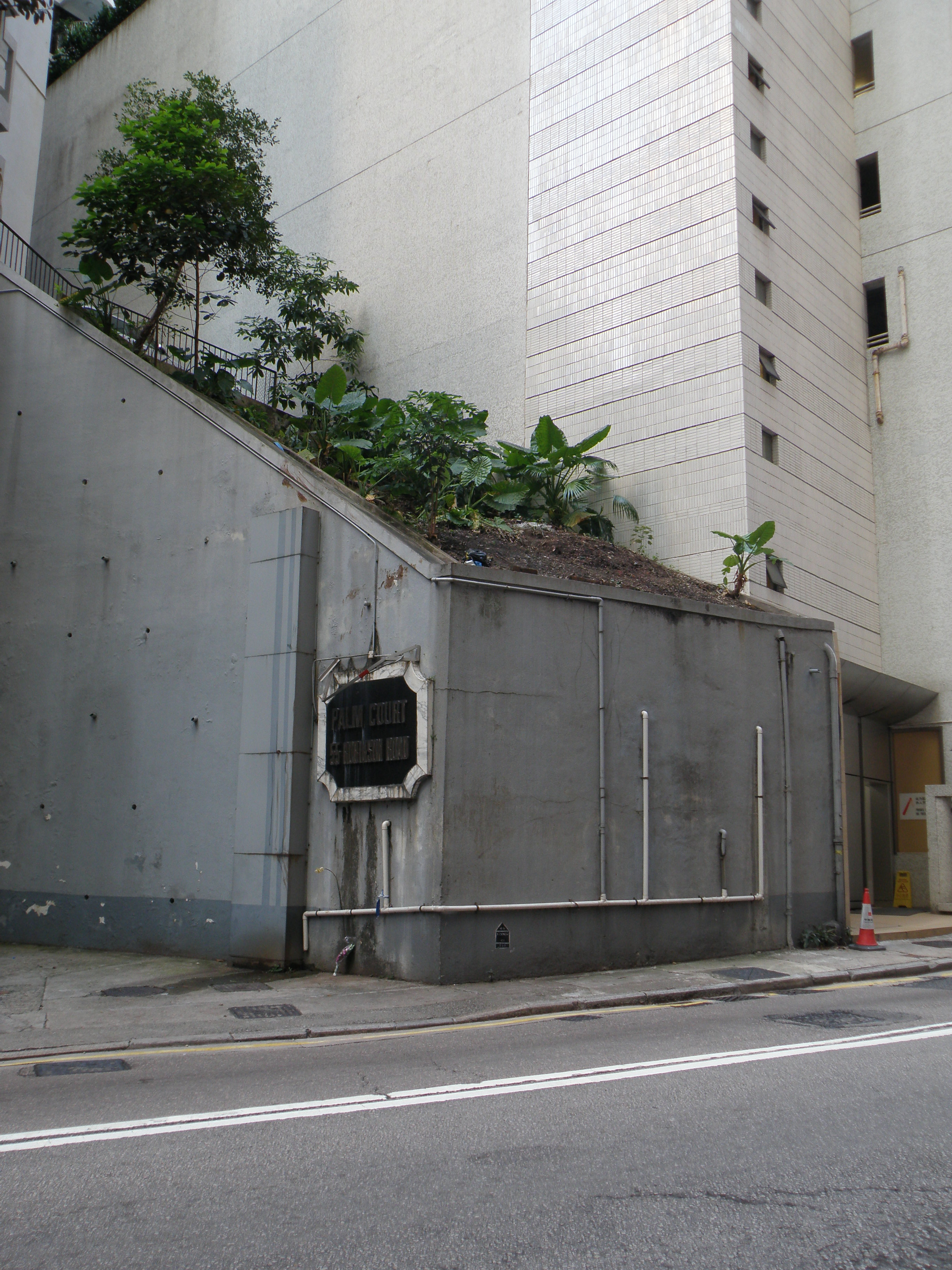
塌樹壓斃途人的位置

2014年8月14日，羅便臣道55號棕櫚閣一棵約15米高的印度橡樹，疑受真菌感染樹根腐爛突然倒塌，壓住一個正在等小巴的37歲孕婦，送院搶救後證實不治。瑪麗醫院立即替她剖腹取出胎兒，男嬰其后曾经失去心跳，但被醫生及時救回，情況一度危殆。